# Submarino SM U-9
El SM U-9 fue el primer sumergible alemán Tipo U-9 de los cuatro construidos (U-9 a U-12) para la Marina Imperial. Su construcción fue ordenada el 15 de julio de 1908 y su quilla, puesta en grada en los astilleros Kaiserliche Werft en Danzig. Fue botado el 22 de febrero de 1910 y comisionado el 18 de abril de 1910.

## Historia
Los antecedentes del diseño de este sumergible proceden de los diseños del ingeniero español Raymondo Lorenzo d’Equivilley Montjustin, plasmados en el prototipo construido en Alemania Forelle, la posterior construcción de los tres Clase Karp para la Marina Imperial rusa y los Tipo Germania (U-1 y siguientes).

## Historial de servicio

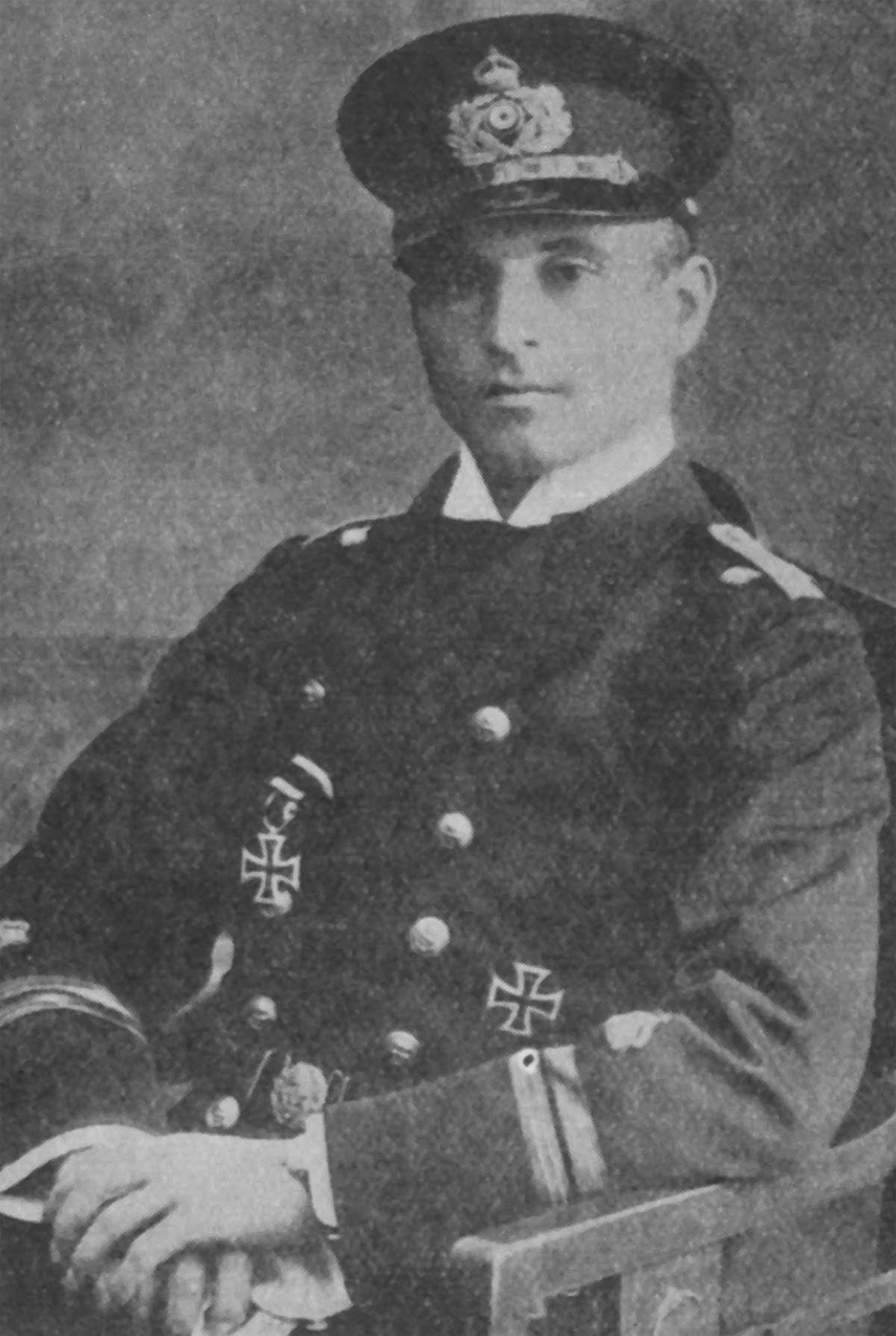
Teniente capitán Otto Weddigen.

El 16 de julio de 1914 la tripulación del U-9 recargó sus tubos lanzatorpedos mientras estaba sumergido, convirtiéndose en el primer submarino en hacerlo.
El 1 de agosto de 1914, tomó el mando el teniente capitán Otto Weddigen. El 22 de septiembre, mientras patrullaban en el mar del Norte, el U-9 encontró una escuadra formada por tres obsoletos cruceros acorazados de la clase Cressy, irónicamente apodados «escuadra del cebo vivo», los cuales estaban asignados para prevenir, en caso de producirse, la entrada de buques alemanes de superficie al este del canal de la Mancha. Les disparó sus seis torpedos, recargando mientras estaba sumergido, y en menos de una hora hundió a los tres cruceros, HMS Aboukir, HMS Hogue, y HMS Cressy, provocando la muerte de 1459 marineros británicos. Los miembros del Almirantazgo que habían considerado que los submarinos eran meros juguetes, dejaron de expresar esta opinión tras este suceso. El 15 de octubre, hundió el crucero protegido de 7350 t HMS Hawke, totalizando 43 350 t hundidas.
El 12 de enero de 1915, el Oberleutnant zur See Johannes Spiess relevó a Weddigen y estuvo al mando del U-9 hasta el 19 de abril de 1916. Durante este periodo, hundió 14 buques, totalizando 9715 t: 10 pequeños pesqueros, tres vapores británicos (Don, Queen Wilhelmina y Serbino) y el minador auxiliar ruso Dagö (n.4) de 1080 t.
El 20 de abril de 1916, fue retirado de la primera línea y asignado a la flotilla de entrenamiento.
Junto al corsario SMS Emden, el U-9 es el único buque al que el Kaiser Guillermo II recompensó con la Cruz de Hierro.

## Referencias

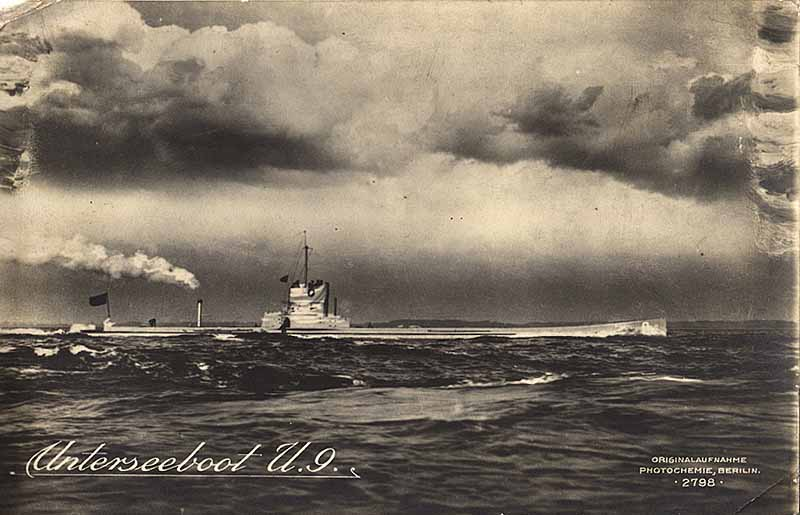
Sumergible U-9 antes de 1914

## Tabla de hundimientos
| Fecha                 | Buque            | Nacionalidad | Tonelaje | destino |
| --------------------- | ---------------- | ------------ | -------- | ------- |
| 22 de septiembre 1914 | HMS Aboukir      | Reino Unido  | 12 000 t | Hundido |
| 22 de septiembre 1914 | HMS Cressy       | Reino Unido  | 12 000 t | Hundido |
| 22 de septiembre 1914 | HMS Hogue        | Reino Unido  | 12 000 t | Hundido |
| 15 de octubre 1914    | HMS Hawke        | Reino Unido  | 7350 t   | Hundido |
| 3 de mayo 1915        | Bob White        | Reino Unido  | 191 t    | Hundido |
| 3 de mayo 1915        | Coquet           | Reino Unido  | 176 t    | Hundido |
| 3 de mayo 1915        | Hector           | Reino Unido  | 179 t    | Hundido |
| 3 de mayo 1915        | Hero             | Reino Unido  | 173 t    | Hundido |
| 3 de mayo 1915        | Iolanthe         | Reino Unido  | 179 t    | Hundido |
| 3 de mayo 1915        | Northward Ho     | Reino Unido  | 180 t    | Hundido |
| 3 de mayo 1915        | Progress         | Reino Unido  | 273 t    | Hundido |
| 4 de mayo 1915        | Rugby            | Reino Unido  | 205 t    | Hundido |
| 5 de mayo 1915        | Straton          | Reino Unido  | 198 t    | Hundido |
| 6 de mayo 1915        | Merrie Islington | Reino Unido  | 147 t    | Hundido |
| 8 de mayo 1915        | Don              | Reino Unido  | 939 t    | Hundido |
| 8 de mayo 1915        | Queen Wilhelmina | Reino Unido  | 3590 t   | Hundido |
| 16 de agosto 1915     | Serbino          | Reino Unido  | 2205 t   | Hundido |
| 5 de noviembre 1915   | Dagö (n.4)       | Rusia        | 1080 t   | Hundido |